# Robinson (Contea di Allegheny, Pennsylvania)
Robinson  è una township degli Stati Uniti d'America, nella contea di Allegheny nello Stato della Pennsylvania. Secondo il censimento del 2000 la popolazione è di 12.289 abitanti.

## Società

### Evoluzione demografica
La composizione etnica vede, nel 2000, una prevalenza della razza bianca (95,25%) seguita da quella asiatica (2,04%).
| township di Robinson Popolazione |        |
| 2000                             | 12.289 |
| Stima al 01-07-07                | 13.423 |